# Битва при Кхануа
Битва при Кхануа (Khanwa) — произошла 16 марта 1527 года в Кханве, в 60 км к западу от Агры. Она велась между вторгшимися силами Бабура и Раджпутской конфедерацией во главе с Раной Сангой за господство над Северной Индией. Битва была главным поворотным событием в истории средневековой Индии, хотя Тимуриды победили в Панипате, но в то время Делийский султанат был дряхлеющим государством, который стал распадаться. Напротив, королевство Мевар под умелым правлением Раны Санги превратилось в одну из сильнейших держав Северной Индии. Поэтому битва была одной из самых решающих битв, поскольку поражение Рана Санги стало переломным событием в завоевании Северной Индии Моголами.
Это была одна из самых ранних битв в Северной Индии, где в значительной степени использовался порох. Битва привела к тяжелым потерям как для Тимуридов, так и для раджпутов. Однако в решающий момент битвы Рана Санга был поражен стрелой, потерял сознание и был удален с поля боя в бессознательном состоянии Притхвираджем Качвахой из Амбера, который сам получил тяжелое ранение, возглавляя авангард. Воспользовавшись этим, Тимуриды усилили свои атаки, и вскоре силы раджпутов начали ослабевать. Чтобы отпраздновать свою монументальную победу над мощной немусульманской армией, Бабур построил победную башню из черепов и принял титул Гази.

## Предыстория
До 1524 года целью Бабура было подчинение Пенджаба, в первую очередь для выполнения наследия своего предка Тимура, поскольку раньше Пенджаб был частью его империи. Большая часть Северной Индии находилась под властью султана Ибрагима Лоди из династии Лоди, но Делийский султанат начал распадаться. Бабур уже совершал набеги на Пенджаб в 1504 и 1518 годах. В 1519 году он пытался вторгнуться в Пенджаб, но ему пришлось вернуться в Кабул из-за возникших там осложнений. В 1520—1521 годах Бабур снова рискнул завоевать Пенджаб. Он легко захватил Бхиру и Сиалкот, которые были известны как «двойные ворота в Индостан». Бабур смог аннексировать города вплоть до Лахора, но снова был вынужден остановиться из-за восстаний в Кандхаре. В 1523 году он получил приглашение от Даулат-хана Лоди, губернатора Пенджаба, и Ала-уд-Дина, дяди Ибрагима, вторгнуться в Делийский султанат. Позже Даулат-хан предал Бабура и с 40-тысячным войском захватил Сиалкот, выбив могольский гарнизон, и двинулся на Лахор. Даулат-хан потерпел сокрушительное поражение в Лахоре, и благодаря этой победе Бабур стал беспрепятственным правителем Пенджаба. Бабур продолжил свое завоевание и уничтожил армию Делийского султаната в Первой битве при Панипате, где сам султан Ибрагим-шах Лоди был убит.
По словам Бабур-наме, Рана Санга также предлагал помощь Бабуру против Ибрагима, однако, хотя Бабур действительно напал на Делийский султанат и захватил Дели и Агру, Санга не предпринял никаких действий, очевидно, передумав. Бабур возмущался этим отступничеством; в своей автобиографии Бабур обвиняет Рана Сангу в нарушении их соглашения. Однако источники раджпутов утверждают обратное и говорят, что Санга добился успеха против Империи Лоди и не нуждался в помощи Бабура. Вместо этого именно Бабур обратился к Рана Санге и предложил союз против Делийского султаната. Историк Сатиш Чандра предполагает, что Санга, возможно, представлял себе долгую затяжную борьбу между Бабуром и Лоди, после которой он сможет взять под контроль регионы, которые он стремился подчинить своей власти. В качестве альтернативы, пишет Чандра, Санга мог подумать, что в случае победы Великих Моголов Бабур уйдет из Дели и Агры, как Тимур, как только он завладеет сокровищами этих городов. Как только он понял, что Бабур намеревается остаться в Индии, Рана Санга приступил к созданию большой коалиции, которая либо вытеснила Бабура из Индии, либо ограничила его пребыванием в Афганистане. В начале 1527 года Бабур начал получать сообщения о продвижении Раны Санги к Агре.
По словам Джадунатха Саркара, Бабуру не нужно было приглашение вторгнуться в Индостан. Обосновавшись в Кабуле, Бабур начал вторгаться в Пенджаб, которым правил Даулат-хан, вассал делийского султана Ибрагим-шаха Лоди. Даулат-хан изменил своему господину и заключил союз с Бабуром против династии Лоди. Это облегчило Бабуру проникновение в Индостан и изгнание Даулата и Ибрагима.
Однако индолог Гопинатх Шарма, который хорошо известен своими научными работами о правителях Мевара и Империи Великих Моголов, умело отверг эту теорию о том, что Рана Санга отправил своего посла к Бабуру, предоставив различные фактические современные доказательства того же. Шарма добавил, что Санга уже зарекомендовал себя как самый могущественный индуистский царь Северной Индии того времени, в то время как Бабур ещё не зарекомендовал себя в Индии. При таких обстоятельствах в интересах Бабура было искать союза, возможно, со своим крупнейшим и могущественным врагом в Северной Индии. Также Бабур не сообщил подробностей своего союза с Сангой, в то время как в другом месте он сообщил подробности своего соглашения с Даулат-ханом и Алам-ханом Лоди. Сама Бабур-наме не была надежной книгой, поскольку в ней преувеличивались многие отчеты, такие как он, о количестве армий в Первой битве при Панипате, чтобы чрезмерно прославить свою победу, которые слишком преувеличены в контексте современных исследований.
Самым важным аспектом всего этого является то, что нет ни одного современного индуистского или мусульманского писателя, который упомянул бы, что Рана Санга отправил посла в Кабул, в то время как все они делают это для Лоди. Поэтому, по словам Шармы, жаль, что все более поздние авторы некритически восприняли версию Бабура.

## Первые стычки
После Первой битвы при Панипате Бабур осознал, что его главная угроза исходит от двух союзных сторон: Рана Санги и афганцев, правивших в то время Восточной Индией. На совете, созванном Бабуром, было решено, что афганцы представляют большую угрозу, и, следовательно, Хумаюн был послан во главе армии для борьбы с афганцами на востоке. Однако, услышав о продвижении Рана Санги на Агру, Хумаюн был поспешно отозван. Затем Бабур послал военные отряды для завоевания Дхолпура, Гвалиара и Баяны, сильных фортов, образующих внешние границы Агры. Командиры Дхолпура и Гвалиора сдали свои крепости Бабуру, приняв его щедрые условия. Однако Низам-хан, командир Баяны, начал переговоры как с Бабуром, так и с Сангой. Войска, посланные Бабуром в Байану, были разбиты и рассеяны Рана Сангой 21 февраля 1527 года.
В одном из самых ранних западных научных трудов о правителях Великих Моголов, «История Индии при двух первых властителях дома Тимура Бабура и Хумаюна», Уильям Эрскин, шотландский историк 19-го века, цитирует:

Они (Моголы) имели несколько острых столкновений с раджпутами, ... обнаружили, что теперь им приходится бороться с врагом более грозным, чем афганцы или любой из туземцев Индии, которым они еще противостояли. Раджпуты... были готовы встретиться лицом к лицу... всегда готовы отдать свои жизни за свою честь.— Уильям Эрскин, "Рана Санга", "История Индии при двух первых властителях Дома Тимура Бабура и Хумаюна" стр. 464
Рана Санга уничтожил все контингенты Моголов, которые были посланы против него, это вызвало большой страх в армии Бабура, поскольку он написал, что «свирепость и доблесть языческой армии» заставили войска «беспокоиться и бояться». Афганцы в армии Бабура начали уходить, и тюрки начали жаловаться на защиту земли, которую они ненавидели, они попросили Бабура уйти в Кабул с богатой добычей, которую они собрали. Бабур пишет: «ни от кого не было слышно ни мужественного слова, ни храброго совета».

## Прелюдия
Рана Санга создал грозный военный союз против Бабура. К нему присоединились практически все ведущие короли раджпутов из Раджастханы, в том числе из Хараути, Джалора, Сирохи, Дунгарпура и Дундхара. Рао Ганга из Марвара не присоединился лично, но отправил от его имени контингент во главе со своим сыном Малдевом Ратором. Рао Медини Рай из Чандери в Малве также присоединился к альянсу. Далее, Махмуд Лоди, младший сын Сикандара Лоди, которого афганцы провозгласили своим новым султаном, также присоединился к союзу с контингентом афганских всадников с ним. Ханзада Хасан Хан Мевати, правитель Мевата, также присоединился к союзу со своими людьми. Бабур осудил афганцев, присоединившихся к союзу против него, как кафиров и муртадов (тех, кто отступил от ислама). Чандра также утверждает, что союз, сплетенный Раной Сангой, представлял собой союз раджпутов и афганцев с провозглашенной миссией изгнания Бабура и восстановления империи Лоди. Индолог из Раджастхана Дашаратха Шарма отметил, что брат Ибрагима Махмуд Лоди отправился в Читтор со своей небольшой фракцией и попросил Сангу о помощи, и Рана Санга в рыцарской манере согласился с этой целью. Шарма далее прокомментировал, что эти небольшие группировки афганцев не представляют собой какой-либо единый военный пакт, а вместо этого представляют собой плачевное состояние оставшегося разрозненным пакта афганцев в то время, которые уже стали свидетелями последствий присоединения к Бабуру, как они это сделали в разграблении Баяны, где несколько из них были убиты. Шарма также объяснил, что этот небольшой афганский контингент вместе с Махмудом бежал с поля битвы при Кхануа во время битвы.
Согласно К. В. Кришна Рао, Рана Санга хотел свергнуть Бабура, поскольку считал его иностранцем, правящим в Индии, а также расширить свои территории, присоединив Дели и Агру. Рана поддерживали некоторые афганские вожди, которые считали, что Бабур был вводит их в заблуждение.
По словам Бабура, армия Рана Санги насчитывала 200 000 солдат. Однако, по словам Александра Кинлоха, это преувеличение, поскольку во время кампании в Гуджарате армия раджпутов не превышала 40 000 человек. Даже если эта цифра преувеличена, Чандра отмечает, что бесспорно то, что армия Раны Санги намного превосходила численностью силы Бабура. Большая численность и сообщаемая храбрость раджпутов внушали страх армии Бабура. Астролог усугубил всеобщее беспокойство своими глупыми предсказаниями. Чтобы поднять упавший боевой дух своих солдат, Бабур придал битве против индусов религиозный оттенок. Бабур начал отказываться от будущего употребления вина, разбил свои питьевые кубки, вылил все запасы спиртного на землю и провозгласил клятву полного воздержания. В своей автобиографии Бабур пишет, что: 

Это был действительно хороший план, и он оказал благоприятное пропагандистское воздействие на друзей и врагов.
Бабур знал, что его армия была бы сметена атакой раджпутов, если бы он попытался сражаться с ними на открытом поле, поэтому он спланировал оборонительную стратегию, чтобы сформировать укреплённый лагерь, где он будет использовать свои мушкеты и артиллерию, чтобы ослабить своих врагов, а затем нанести удар, когда их боевой дух был подорван. Бабур внимательно осмотрел это место. Как и в Панипате, он укрепил свой фронт, закупив повозки, которые были скреплены железными цепями (а не кожаными ремнями, как в Панипате) и усилены накидками. Промежутки между телегами использовались всадниками, чтобы в нужный момент атаковать противника. Чтобы удлинить линию, верёвки из сыромятной кожи были помещены на колесные деревянные треножники. Фланги были защищены рвами. Пешие стрелки, фальконеты и мортиры располагались за повозками, откуда они могли вести огонь и, если потребуется, наступать. За ними стояли тяжелые тюркские всадники, два контингента элитных всадников держали в резерве для фланговой тактики. Таким образом, Бабур подготовил сильный наступательно-оборонительный строй.

## Битва
Рана Санга, сражаясь в традиционной манере, атаковал ряды Великих Моголов. Его армия была сбита в большом количестве мушкетами Великих Моголов, шум мушкетов ещё больше напугал лошадей и слонов армии раджпутов, заставив их растоптать своих людей. Рана Санга, посчитав невозможным атаковать центр Великих Моголов, приказал своим людям атаковать фланги Великих Моголов, бои продолжались на двух флангах в течение трех часов, в течение которых Великие Моголов обстреливали ряды раджпутов из мушкетов и луков, в то время как раджпуты могли только нанести ответный удар в ближнем бою . Бабур пишет:

Отряд за отрядом языческие войска следовали друг за другом, чтобы помочь своим людям, так что мы, в свою очередь, посылали отряд за отрядом для подкрепления наших бойцов на той стороне.
Бабур действительно пытался использовать свое знаменитое таулкама или клешневое движение, однако его люди не смогли его завершить, дважды они отбрасывали раджпутов, однако из-за безжалостных атак раджпутских всадников они были вынуждены отступить на свои позиции. Примерно в это же время Силхади из Райзена дезертировал из армии Раны и перешел на сторону Бабура. Предательство Силхади заставило Рану изменить свои планы и отдать новые приказы. По мнению некоторых историков, этого предательства никогда не было, и оно было выдумкой более позднего времени. В это время Рана Санга был ранен пулей и потерял сознание, что вызвало сильное замешательство в армии раджпутов и кратковременное затишье в боях. Бабур описал это событие в своих мемуарах, сказав, что «проклятые неверные оставались в смятении в течение одного часа» . Вождь джхала по имени Аджа действовал как рана и возглавлял армию раджпутов, в то время как Рана Санга скрывался в кругу своих доверенных лиц. Джхала Аджа оказался плохим генералом, поскольку он продолжал атаки на фланги Великих Моголов, игнорируя при этом свой слабый центр. Раджпуты продолжали свои атаки, но не смогли сломить фланги Великих Моголов, а их центр не смог ничего сделать против укрепленного центра Великих Моголов, Джадунат Саркар объяснил борьбу следующими словами:

В центре раджпуты продолжали падать, не имея возможности хоть сколько-нибудь отомстить или перейти к схватке. Они безнадежно уступали в оружии, а их плотная масса лишь усиливала их безнадежную бойню, поскольку каждая пуля находила свою заготовку
.
Бабур, заметив слабый центр раджпутов, приказал своим людям перейти в наступление, атака Великих Моголов отбросила раджпутов назад и вынудила командиров раджпутов броситься на фронт, что привело к гибели многих. Раджпуты теперь остались без лидера, поскольку большинство их старших командиров были мертвы, а их Рана Санга был выведен из битвы. Раджпуты предприняли отчаянную атаку на левом и правом флангах Великих Моголов, как и раньше, «здесь были скошены их самые храбрые, и битва закончилась их непоправимым поражением» . Раджпуты и их союзники потерпели поражение, трупы можно было найти даже в Баяне, Алваре и Мевате. Моголы были слишком истощены после долгой битвы, чтобы преследовать их, и сам Бабур отказался от идеи вторжения в Мевар.
После своей победы Бабур приказал воздвигнуть башню из вражеских черепов — практика, сформулированная Тимуром. По словам Чандры, цель строительства башни из черепов заключалась не только в том, чтобы зафиксировать великую победу, но и в том, чтобы терроризировать противников. Ранее та же тактика использовалась Бабуром против афганцев Баджаура.

## Последствия
Битва при Ханве продемонстрировала, что храбрости раджпутов было недостаточно, чтобы противостоять превосходным полководческим и организационным способностям Бабура. Сам Бабур прокомментировал: 

Хотя фехтовальщики, возможно, и некоторые индустанцы, большинство из них невежественны и неопытны в военном движении и стойке, в солдатских советах и действиях
.
Рану Сангу унесли с поля битвы в бессознательном состоянии Притхвирадж Качваха и принц Малдев Ратхор из Марвара. Придя в сознание, он поклялся не возвращаться в Читтор, пока не победит Бабура и не изгонит его. Он также перестал носить тюрбан и просто обматывал голову тканью. Пока он готовился вести очередную войну против Бабура, его отравили собственные вельможи, не желавшие нового конфликта с Бабуром. Он умер в Калпи в январе 1528 года.
Предполагается, что если бы не артиллерия Бабура, Рана Санга мог бы одержать историческую победу над Бабуром. Прадип Баруа отмечает, что пушки Бабура положила конец устаревшим тенденциям в индийской войне.